# Sulpicja
Sulpicja – imię żeńskie pochodzenia łacińskiego. 
Imieniny przypadają w dniu 17 stycznia i 29 stycznia.
Znane postacie noszące to imię:
- Sulpicja Starsza – córka Serwiusza Sulpicjusza Rufusa (poety) i Walerii, wnuczka wybitnego prawnika rzymskiego Serwiusza Sulpicjusza Rufusa, poetka rzymska działająca w epoce augustowskiej, autorka sześciu elegii zachowanych w zbiorze pod nazwą Corpus Tibullianum
- Sulpicja Młodsza – żona Kalenusa, chwalona przez Marcjalisa poetka rzymska działająca w czasach cesarza Domicjana, autorka poezji erotycznej oraz słynnej satyry na rządy Domicjana
- Sulpicja Driantilla – żona cesarza-uzurpatora Regaliana z III w. n.e.

Męski odpowiednik: Sulpicjusz.